# Atos 12
Atos 12 é o décimo-segundo capítulo dos Atos dos Apóstolos, de autoria de Lucas, o Evangelista, no Novo Testamento da Bíblia. Ele relata a morte do primeiro apóstolo, Tiago, filho de Zebedeu, seguida da fuga milagrosa de Pedro da prisão, a morte de Herodes Agripa I e os primeiros anos do ministério de Barnabé e Paulo.

## Manuscritos
Atos 12 foi originalmente escrito em grego koiné e dividido em 25 versículos. Alguns dos manuscritos que contém este capítulo ou trechos dele são:
- Codex Vaticanus (325–350)
- Codex Sinaiticus (330–360)
- Codex Bezae (c. 400)
- Codex Alexandrinus (ca. 400–440)
- Codex Laudianus (ca. 550)

## Estrutura
A Tradução Brasileira da Bíblia organiza este capítulo da seguinte maneira:
- Atos 12:1-19 - Tiago morto à espada. Pedro é livre da prisão
- Atos 12:20-25 - A morte de Herodes

## Temas Principais

### Perseguição de Herodes Agripa I
O capítulo doze começa narrando a hostilidade do tetrarca Herodes Agripa I contra os cristãos (Atos 12:1–4). Depois de mandar assassinar Tiago, filho de Zebedeu, Herodes prendeu Simão Pedro e o manteve sob estrita vigilância para que fosse apresentado ao povo depois da Páscoa.

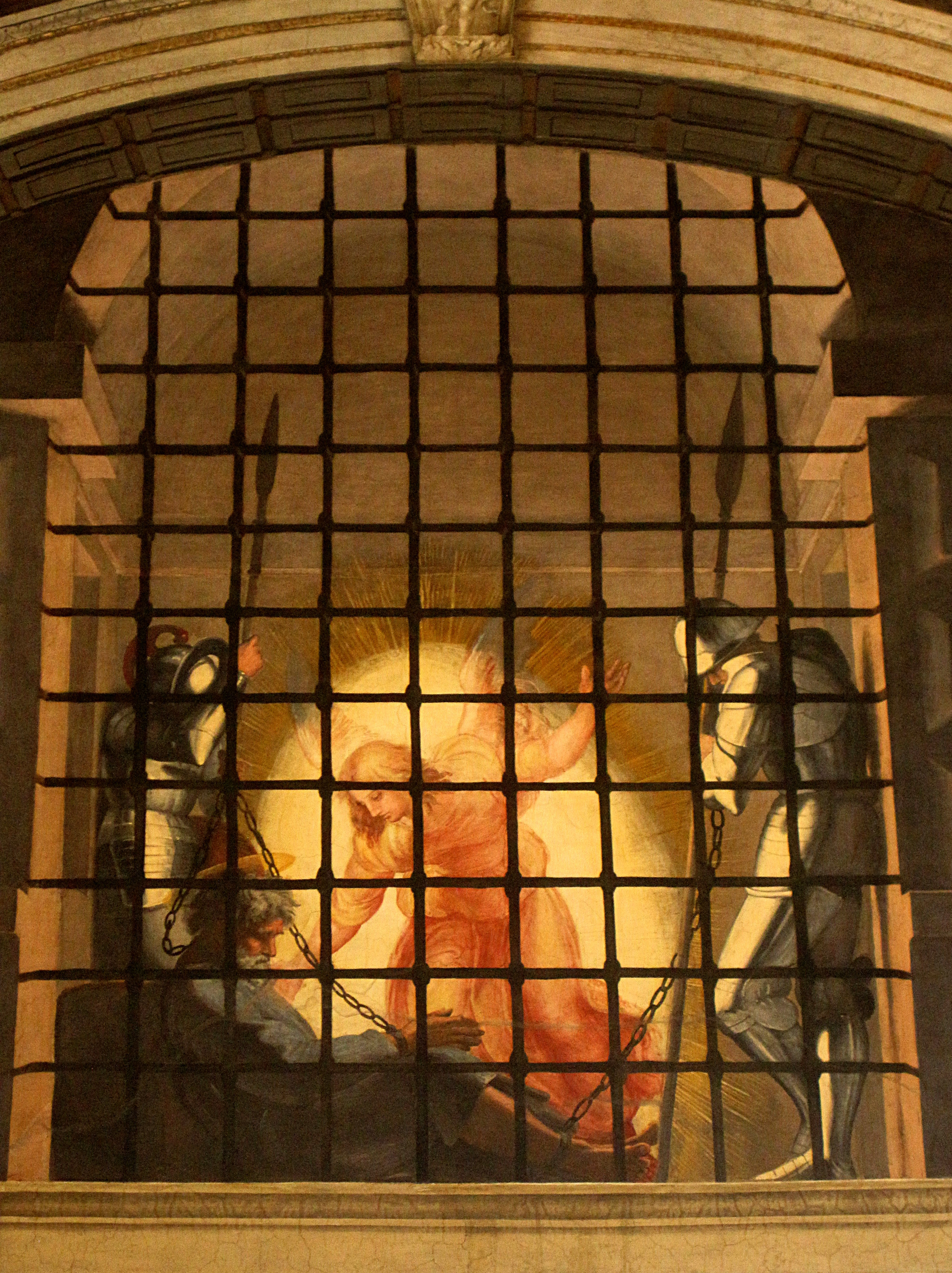
Libertação de São Pedro, tema central de Atos 12.
1514. Afresco de Rafael na Stanza de Rafael nos Museus Vaticanos.

### Libertação de Pedro
Em seguida vem o relato de um dos mais famosos episódios dos Atos dos Apóstolos, a fuga milagrosa de Pedro da prisão (Atos 12:5–19). Na véspera de sua execução, Pedro, que estava preso por duas correntes e tinha quatro quaternos(16 soldados) vigiando-o, foi despertado por "anjo do Senhor", que abriu-lhe os grilhões e ordenou que saísse. Atônito, Pedro achava que estava tendo uma visão, mas mesmo assim seguiu o anjo através de mais duas sentinelas e chegou a um portão de ferro que "abriu por si mesmo", permitindo que ele chegasse a cidade.
Pedro seguiu para a casa de Maria, mãe do jovem João Marcos, e foi recebido no portão pela criada Rode. Quando ela contou aos seus patrões que era Pedro, acusaram-na de ser louca, apesar de sua insistência. Finalmente, deixaram ele entrar e Pedro contou a história de sua fuga com a ajuda do anjo, solicitando que Tiago, o líder da Igreja de Jerusalém, fosse avisado. 
Herodes, quando descobriu a fuga de Pedro, interrogou as sentinelas e «mandou que fossem justiçadas» (Atos 12:19).

### Morte de Agripa I
Em Atos 12:20–24 está o relato da morte de Herodes Agripa. «Um anjo do Senhor o feriu, por ele não haver dado glória a Deus; e comido de vermes, expirou» (Atos 12:23). Logo depois, Barnabé e Saulo voltaram para Jerusalém levando consigo João Marcos.